# استانلی‌تاون (ویرجینیا)
استانلی‌تاون (به انگلیسی: Stanleytown) یک منطقهٔ مسکونی در ایالات متحده آمریکا است که در شهرستان هنری، ویرجینیا واقع شده‌است. استانلی‌تاون ۷٫۰ کیلومتر مربع مساحت و ۱٬۴۲۲ نفر جمعیت دارد و ۲۳۸ متر بالاتر از سطح دریا واقع شده‌است.